# Thomas Schöne
Thomas Schöne (* 1. Mai 1967 in Warstein) ist ein deutscher Politiker (CDU). Er ist seit 2015 Bürgermeister der nordrhein-westfälischen Stadt Warstein.

## Leben
Thomas Schöne ging in Belecke zur katholischen Grundschule und machte sein Abitur 1986 am Städtischen Gymnasium in Warstein. Nach dem Wehrdienst absolvierte er ein Praktikum im Rathaus von Warstein sowie ein Praktikum bei dem Bundestagsabgeordneten Hermann Kroll-Schlüter (CDU), der ebenfalls aus Belecke stammt. An der Universität Bonn promovierte Schöne in Rechtswissenschaft. Seine Referendarzeit absolvierte er am Landgericht Köln. Danach arbeitete er in Bonn, Köln und Warstein als Rechtsanwalt. Von 2002 bis zu seiner Wahl als Bürgermeister arbeitete er zugleich als Justiziar beim Energieversorgungskonzern RWE.
Seit 1988 ist er Mitglied der katholischen Studentenverbindung KDStV Novesia Bonn. Mitglied der CDU ist er seit 1990.
In der Bürgerschützengesellschaft Belecke/Möhne war er 1996/97 Schützenkönig, in der Session 2011/12 Karnevalsprinz der Belecker Karnevalsgesellschaft.

## Bürgermeisteramt
Zur Bürgermeisterwahl 2015 trat er als Kandidat von CDU an, unterstützt von der Warsteiner Liste (WAL) und der FDP. Er gewann die Wahl am 13. September im ersten Wahlgang mit 50,18 Prozent der gültigen Stimmen bei einer Wahlbeteiligung von 49,85 Prozent. Er ist Nachfolger von Manfred Gödde (BürgerGemeinschaft Warstein), der aus gesundheitlichen Gründen nicht erneut zur Wahl antrat. Bei der Wiederwahl 2020 erhielt Thomas Schöne ohne Gegenkandidaten 89,01 Prozent der gültigen Stimmen bei einer Wahlbeteiligung von 52,99 Prozent.
Im Rahmen seines Bürgermeisteramtes ist er unter anderem Mitglied der Mitgliederversammlung der Kommunalen Gemeinschaftsstelle für Verwaltungsmanagement, beratendes Verwaltungsratsmitglied der Sparkasse Hellweg-Lippe und Mitglied im Immobilienbeirates der LWL-Klinik Warstein.

## Veröffentlichungen (Auswahl)
- Das Soester Stadtrecht vom 12. bis zur Mitte des 15. Jahrhunderts: Zugleich ein Beitrag zur Entwicklung deutscher Stadtrechte im hohen und späten Mittelalter. Studien und Quellen zur westfälischen Geschichte 34. Dissertation von 1996, Bonifatius, Paderborn 1998, ISBN 3-89710-016-9.[5]
- Gesellschafts- und Steuerrecht für Energiegemeinschaften: Ein Leitfaden für die Praxis. GED, Frankfurt am Main 2004, ISBN 3-9808856-1-5.
- Herausgeber und Co-Autor: Vertragshandbuch Stromwirtschaft. Praxisgerechte Gestaltung und rechtssichere Anwendung. EW Medien und Kongresse, Frankfurt am Main 2007, ISBN 978-3-8022-0865-2. Mit mehreren Nachauflagen.
- Stromlieferverträge, in: Graf von Westphalen/Thüsing, Vertragsrecht und AGB-Klauselwerke; in mehreren Bearbeitungen, ab der 5. Bearbeitung 2021 in Co-Autorenschaft mit Marco Garbers, C. H. Beck, Hamburg 2021, ISBN 978-3-406-50536-2.